# Bulbophyllum bacilliferum
Bulbophyllum bacilliferum är en orkidéart som beskrevs av Johannes Jacobus Smith. Bulbophyllum bacilliferum ingår i släktet Bulbophyllum och familjen orkidéer. Inga underarter finns listade i Catalogue of Life.